# Zelda Williams
Zelda Rae Williams (New York, 31 luglio 1989) è un'attrice e regista statunitense.
È figlia dell'attore e comico Robin Williams.

## Biografia
Dopo dieci anni di matrimonio, nel 1988 Robin Williams divorziò dalla moglie Valerie Velardi (dalla quale aveva avuto Zachary nel 1983) e si sposò nel 1989 con Marsha Garces Williams, dalla quale ebbe Cody e Zelda.

Il nome Zelda, come confermato dal padre, le è stato dato ispirandosi alla principessa della saga di videogiochi The Legend of Zelda di Nintendo. Anche il fratello Cody deve il nome ad un personaggio videoludico tratto dalla serie Final Fight di Capcom. 
Il suo primo grande ruolo è stato quello di Melissa Loggia, interesse di amore adolescenziale del protagonista nel film del 2004 House of D. Nel 2007 è stata scelta come una delle 100 persone più belle del futuro da parte di People.

## Filmografia

### Attrice

#### Cinema
- Nine Months - Imprevisti d'amore (Nine months), regia di Chris Columbus (1995)
- House of D - Il mio amico speciale, regia di David Duchovny (2004)
- Were the World Mine, regia di Tom Gustafson (2008)
- Detention, regia di James D.R. Hickox (2010)
- See You on the Other Side, cortometraggio, regia di Nicole Warner (2010)
- Luster, regia di Adam Mason (2010)
- Jezuz Loves Chaztity, cortometraggio, regia di Clarinda Morales (2010)
- Stupid Questions, cortometraggio, regia di Jessie Kahnweiler (2011)
- A Beer Tale, regia di Lee Roy Kunz (2012)
- Noobz, regia di Blake Freeman (2012)
- Never, regia di Brett Allen Smith (2014)
- Maddie Moonwater, cortometraggio, regia di Joseph Ahern e Dylan Tanous (2014)
- La ragazza nella scatola, regia di Stephen Kemp (2016)
- Meet Cute, cortometraggio, regia di Megan McDonnell e Ben Smith (2016)
- Locating Silver Lake, regia di Eric Bilitch (2018)
- A Patch of Desert, cortometraggio, regia di Jon Salmon e Joey Scoma (2018)

#### Televisione
- In Search of Dr. Seuss - film TV (1994)
- Checked Out - serie TV, 4 episodi (2012)
- Teen Wolf - serie TV, 2 episodi (2013-2014)
- Chaotic Awesome - serie TV, 1 episodio (2014)
- Dead of Summer - serie TV, 10 episodi (2016)
- Stitchers - serie TV, 1 episodio (2017)
- Criminal Minds - serie TV, episodio 13x09 (2017)
- Shrimp - film TV (2018)
- Dark/Web - serie TV, 2 episodi (2018)

### Regista
- Lisa Frankenstein (2024)

## Doppiatrici italiane
Nelle versioni in italiano delle opere in cui ha recitato, Zelda Williams è stata doppiata da:
- Angela Brusa in Criminal Minds